# Исуповская (Кировская область)
 Исуповская  — деревня в Кирово-Чепецком районе Кировской области в составе Пасеговского сельского поселения.

## География
Расположена на расстоянии примерно 8 км по прямой на юг-юго-восток от центра поселения села Пасегово.

## История
Известна с 1671 года как починок Елфимка Козулина с 3 дворами, в 1764 году 45 жителей. В 1873 году деревне Ефима Козулина (Исуповская 2-я или Козюли) было отмечено дворов 12 и жителей 126, в 1905 (деревня Ефима Козулина 2-я) 26 и 89, в 1926 (уже Исуповская или Исупенки)  31 и 136, в 1950 27 и 97, в 1989 18 жителей.

## Население
Постоянное население составляло 4 человека (русские 100%) в 2002 году, 17 в 2010.